# شرکت گچ نور
شرکت گچ نور، روستایی از توابع بخش بلده شهرستان نور در استان مازندران ایران است.

## جمعیت
این روستا در دهستان تتارستاق قرار دارد و براساس سرشماری مرکز آمار ایران در سال ۱۳۸۵، جمعیت آن زیر سه خانوار بوده‌است.